# Raymond Kintziger
Raymond Kintziger (Koblenz, 23 december 1922 - Aarlen, 10 oktober 2010), was een Belgische atleet, die gespecialiseerd was in het discuswerpen. Hij nam eenmaal deel aan de Olympische Spelen en veroverde op twee onderdelen zeven Belgische titels.

## Biografie
Kintziger behaalde tussen 1943 en 1953 zes Belgische titels in het discuswerpen. In 1950 nam deel aan de Europese kampioenschappen in Brussel. Twee jaar later nam hij deel aan de Olympische Spelen in Helsinki. Hij werd telkens uitgeschakeld in de kwalificaties. In 1943 werd hij ook Belgisch kampioen in het speerwerpen.
Kintziger verbeterde in 1946 met 43,79 m het Belgisch record discuswerpen van Roger Verhas en bracht hij het in verschillende fasen ten slotte in 1950 naar 46,77. Met deze prestatie werd hij ook Brits kampioen. In 1948 verbeterde hij met 13,78 het Belgisch record kogelstoten van René Vandevoorde. Een record dat maar even stand hield, want Roger Verhas verbeterde het op dezelfde meeting tot 13,80.

### Clubs
Kintziger was aangesloten bij AC Arlon en Antwerp AC.

## Kampioenschappen

### Internationale kampioenschappen
| Onderdeel    | Titel              | Jaar |
| ------------ | ------------------ | ---- |
| discuswerpen | Brits AAA-kampioen | 1950 |

### Belgische kampioenschappen
| Onderdeel    | Jaar                               |
| ------------ | ---------------------------------- |
| discuswerpen | 1943, 1946, 1949, 1950, 1952, 1953 |
| speerwerpen  | 1943                               |

## Persoonlijke records
| Onderdeel    | Prestatie       | Datum        | Plaats |
| ------------ | --------------- | ------------ | ------ |
| kogelstoten  | 14,13 m         |              |        |
| discuswerpen | 46,77 m (ex-NR) | 15 juli 1950 | Londen |

## Palmares

### discuswerpen
- 1943:  BK AC – 40,01 m
- 1946:  BK AC – 43,79 m
- 1949:  BK AC – 43,31 m
- 1950:  Britse kampioenschappen atletiek  – 46,74 m
- 1950:  BK AC – 40,49 m
- 1950: kwalificaties EK in Brussel – 42,46 m
- 1952:  BK AC – 42,30 m
- 1952: 30e kwalificaties OS in Helsinki – 41,46 m
- 1953:  BK AC – 42,55 m
- 1955: 4e Interl. Ned.-België te Den Haag - 42,83 m

### speerwerpen
- 1943:  BK AC – 53,28 m